# Wissenschaftliche Gesellschaft Swakopmund

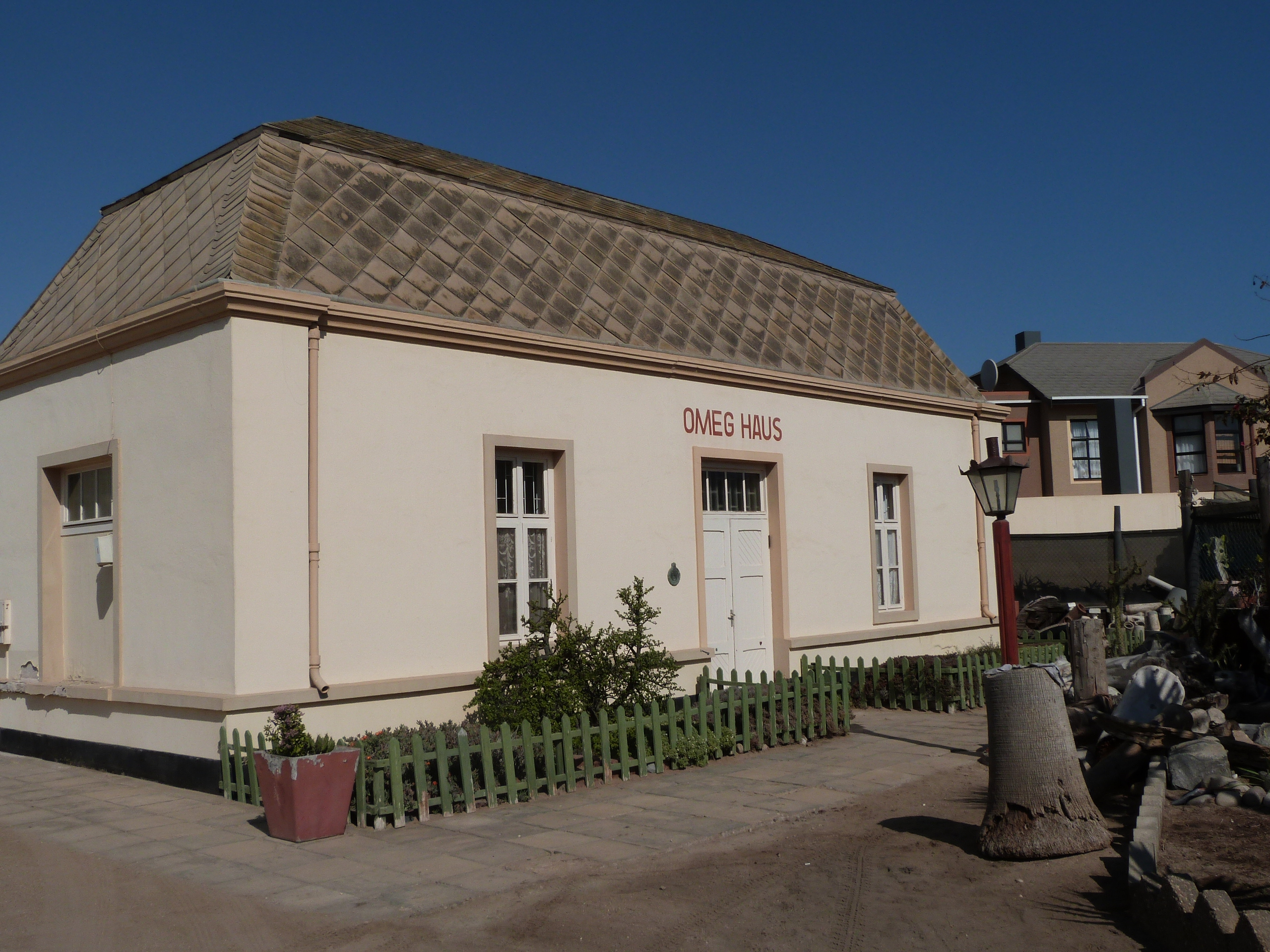
Sitz der Gesellschaft im OMEG-Haus

Die Wissenschaftliche Gesellschaft Swakopmund (heutzutage meist englisch Scientific Society Swakopmund) ist die wissenschaftliche Gesellschaft in Swakopmund an der zentralen Küste Namibias.
Sie ist eine gemeinnützige private Organisation. Sie ist Träger der Sam-Cohen-Bibliothek, des Swakopmund Museums und der historischen Gebäude Otavi-Bahnhof und OMEG-Haus. Die Wissenschaftliche Gesellschaft Swakopmund sammelt, erhält und stellt Kulturgegenstände und wissenschaftliche Objekte aus, mit besonderem Fokus auf Namibia und dem südlichen Afrika. Weiterhin bildet die Gesellschaft eine Plattform für wissenschaftlichen Austausch, indem sie Vorträge und Exkursionen anbietet, Informationen und Wissen verbreitet, sowie Publikationen herausgibt wie die regelmäßig erscheinenden Berichte.

## Geschichte
Anfangs war die Wissenschaftliche Gesellschaft Swakopmund als Ortsgruppe der SWA Wissenschaftlichen Gesellschaft in Windhoek untergeordnet. Diese Zweigstelle wurde 1951 gegründet mit dem „Zweck und der Aufgabe ein Museum aufzubauen und die finanziellen Mittel dafür aufzubringen“. 1968 wurde sie als Gesellschaft für wissenschaftliche Entwicklung Swakopmund unter Führung von Alfons Weber selbständig.
2006 wurde die Gesellschaft in „Wissenschaftliche Gesellschaft Swakopmund“ umbenannt.